# Friedrich Bury
Pour les articles homonymes, voir Bury.
Friedrich ou Fritz Bury, né le 13 mars 1763 à Hanau et mort le 18 mai 1823 à Aix-la-Chapelle, est un peintre allemand.
Il est le fils de l'orfèvre de Hanau Jean Jacques Bury et de sa femme Catharina Tessonier et le petit-fils de l'orfèvre strasbourgeois Jean Jacques Bury (1698-1734). Il est d'abord formé par son père à Hanau et à l'Académie des beaux-arts de Düsseldorf (1780–1782), où il rencontre le graveur Johann Heinrich Lips (de). Ensemble, ils voyagent à  Rome, Naples et dans le nord de l'Italie. Il y vit de 1783 et y étudie les maîtres italiens. Parallèlement, il entretient des relations étroites avec le peintre Johann Heinrich Wilhelm Tischbein, avec qui il partage un appartement sur le Corso, avec Goethe et avec la duchesse Anne-Amélie de Brunswick. Après le déclenchement de la Guerre de la deuxième coalition, il dut quitter l'Italie en 1799 et revint à Hanau, où il réalisa de nombreux portraits de ses proches, Bury et Roediger. Il travailla ensuite à Cassel, Weimar et Dresde avant de s'installer à Berlin et de rejoindre la Société sans loi de Berlin. De 1811 à 1823, il est membre de l' Académie prussienne des arts et participe aux expositions d'art académiques de Berlin.
Outre des portraits et des représentations historiques, Friedrich Bury effectue des copies de maîtres anciens en aquarelle. Des exemples de ses portraits sont les deux portraits à la craie de Goethe de 1800 : d'une part Goethe directeur de théâtre à Weimar, qui lui valut des moqueries de ses contemporains, d'autre part un portrait à la craie sur carton acquis par Goethe. Goethe a mentionné Bury dans son Winckelmann et dans Art and Antiquity.

## Expositions
- 2013 : Le peintre Friedrich Bury (1763–1823). Le "second Fritz" de Goethe . Musée historique de Hanau, château de Philippsruhe, catalogue.

## Galerie

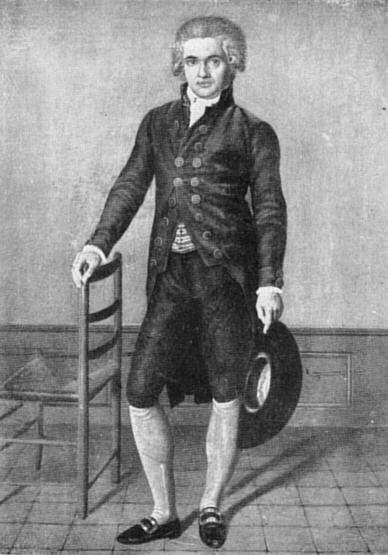
Fritz Bury, gravure sur cuivre par Johann Heinrich Lips (vers 1806).
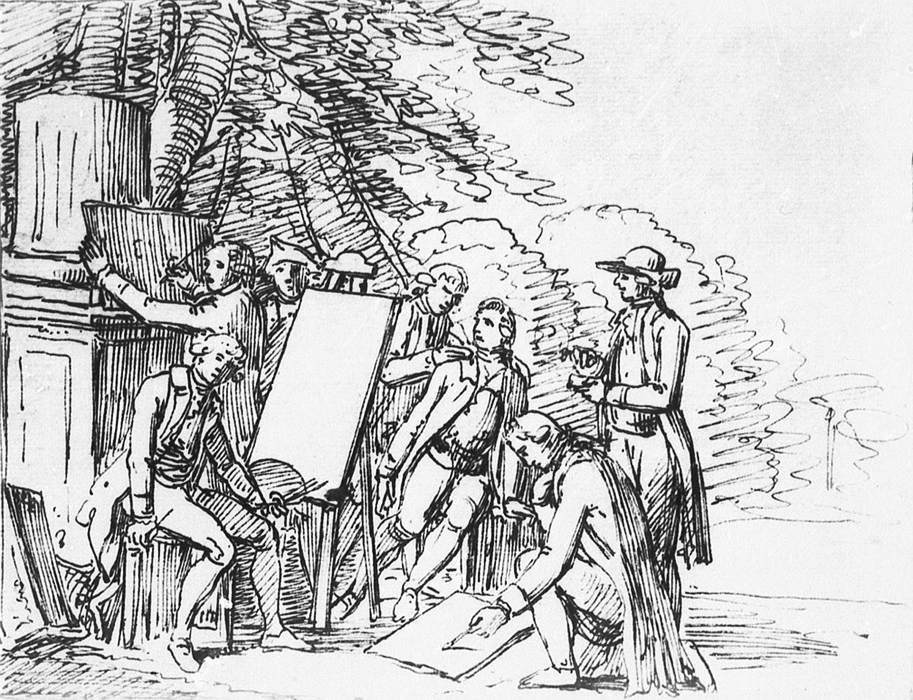
Goethe et ses amis italiens (vers 1787)
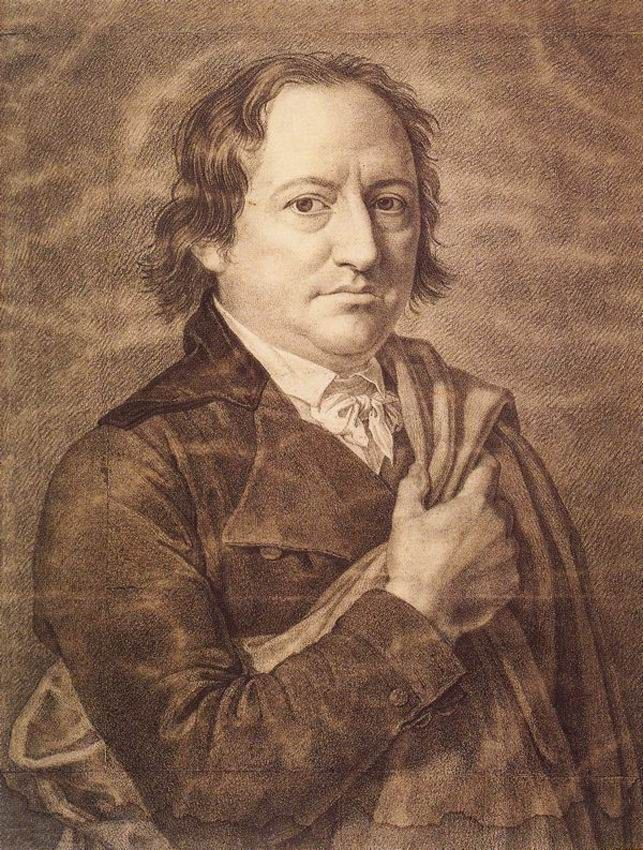
Goethe (dessin à la craie, 1800)
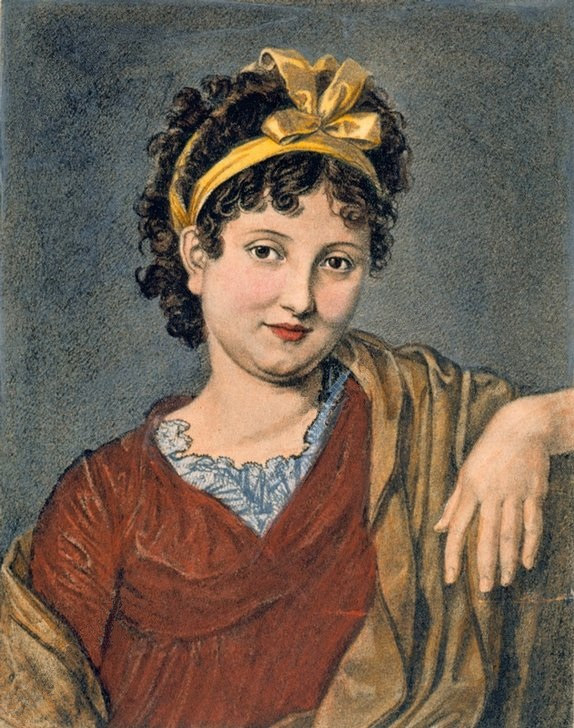
Friederike Vohs (longtemps confondu avec Christiane Vulpius )
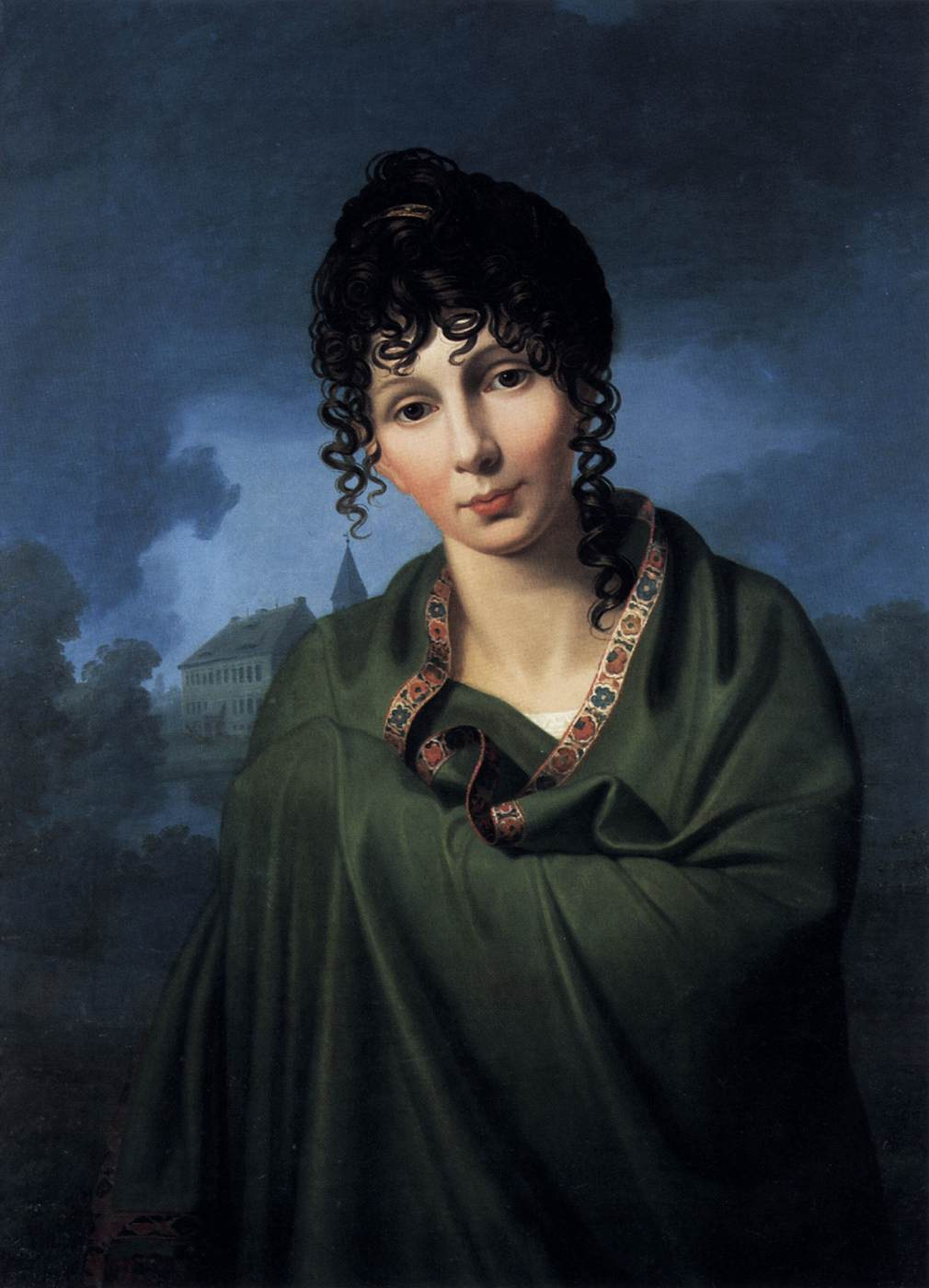
Comtesse Luise von Voss (1810)
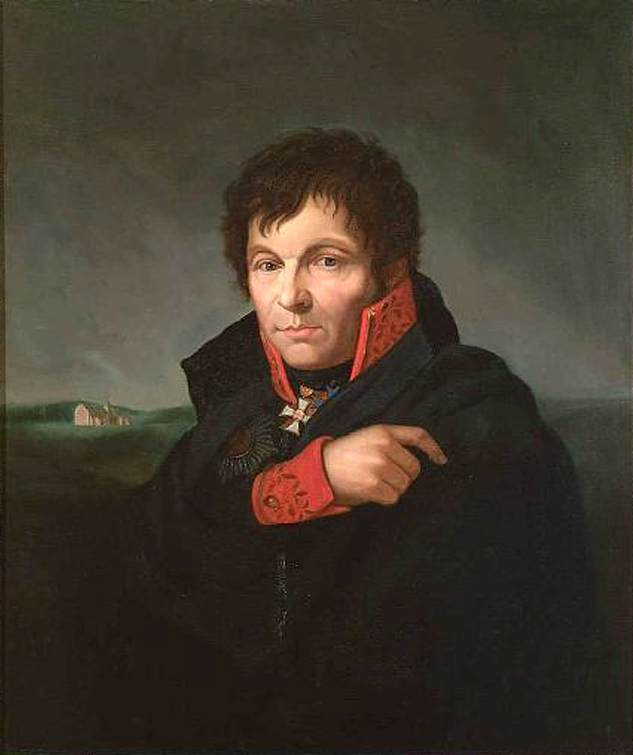
Gerhard von Scharnhorst (vers 1810)
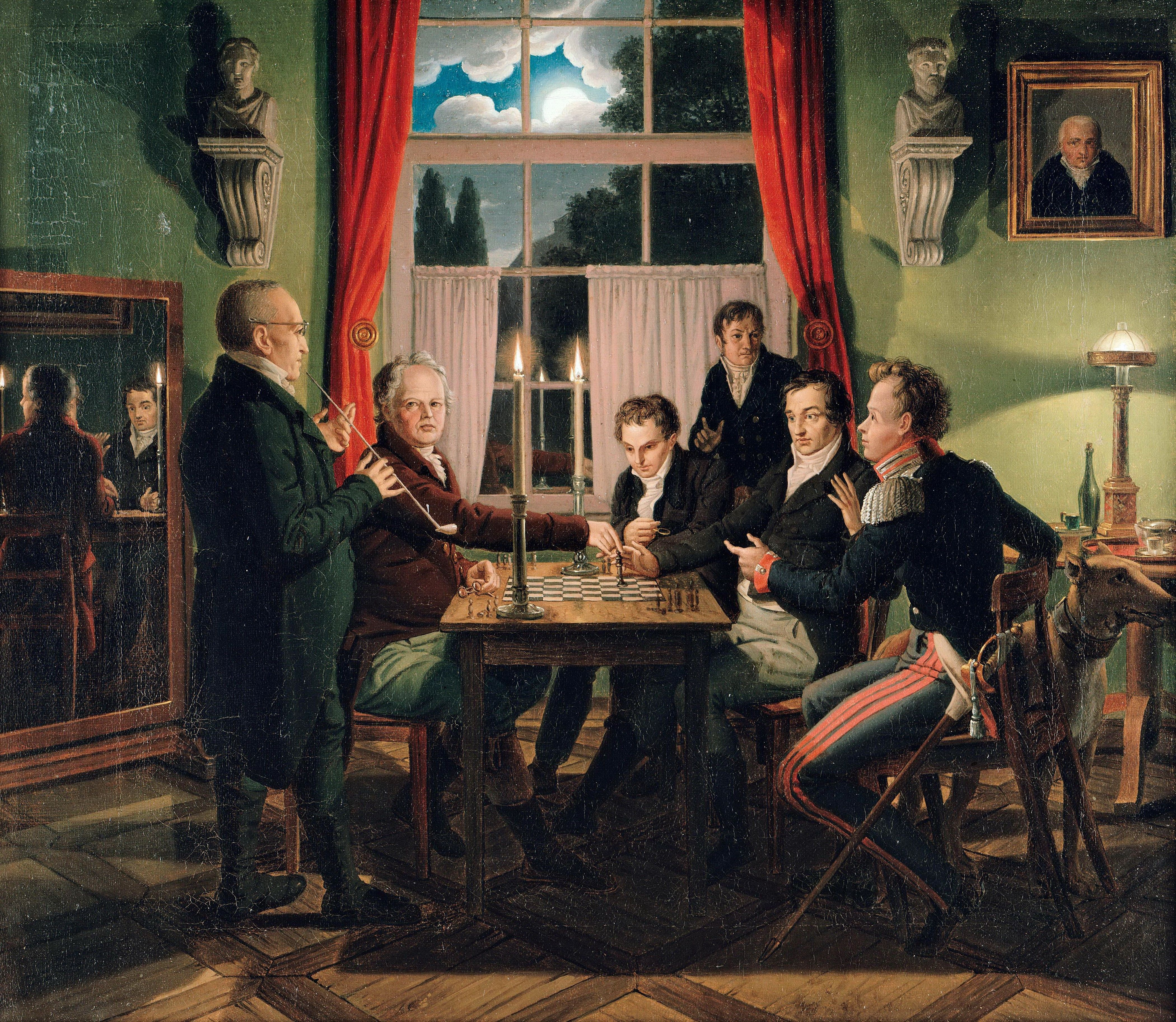
Bury (deuxième à droite) jouant aux échecs.